# Мустафа Мерліка Круя
Мустафа́ Ме́рліка Кру́я (нар. 15 березня 1887, Круя, Османська імперія — пом. 27 грудня 1958, Ніагара-Фоллс (Канада)) — прем'єр-міністр Албанії у часи окупації країни Італією з 4 грудня 1941 до 19 січня 1943 року, один з авторів Декларації незалежності Албанії.

## Життєпис
У 1913 році увійшов до складу міністерства освіти, а 1914 року став радником міністра загальної освіти. У 1918 році Мерлік Круя займав пост міністра пошти й телеграфу. У 1921 році його обрано до парламенту Албанії.
4 серпня 1939 року після окупації Албанії Італією Мерліка Круя обраний до Сенату Італії, де пробув до 25 серпня 1944 року. Упродовж цього терміну був членом комітетів закордонних справ і торгівлі.
Навесні 1944 року залишив Албанію й вирушив через Італію до Єгипту. Там зустрів свого старого конкурента, короля Зогу. Після Другої світової війни жив у Франції. Останні роки свого життя провів у США.